# Liste des députés européens de Pologne de la 9e législature

Cet article présente la liste des députés européens de Pologne élus lors des élections européennes de 2019 en Pologne.

## Députés européens élus en 2019
| Nom                     | Parti | Parti                                    | Groupe parlementaire européen                             |
| ----------------------- | ----- | ---------------------------------------- | --------------------------------------------------------- |
| Magdalena Adamowicz     |       | Plate-forme civique (PO)                 | Groupe du Parti populaire européen (PPE)                  |
| Bartosz Arłukowicz      |       | Plate-forme civique (PO)                 | Groupe du Parti populaire européen (PPE)                  |
| Marek Balt              |       | Alliance de la gauche démocratique (SLD) | Alliance progressiste des socialistes et démocrates (S&D) |
| Marek Belka             |       | Alliance de la gauche démocratique (SLD) | Alliance progressiste des socialistes et démocrates (S&D) |
| Robert Biedroń          |       | Printemps (Wiosna)                       | Alliance progressiste des socialistes et démocrates (S&D) |
| Adam Bielan             |       | Droit et justice (PiS)                   | Conservateurs et réformistes européens (CRE)              |
| Joachim Brudziński      |       | Droit et justice (PiS)                   | Conservateurs et réformistes européens (CRE)              |
| Jerzy Buzek             |       | Plate-forme civique (PO)                 | Groupe du Parti populaire européen (PPE)                  |
| Włodzimierz Cimoszewicz |       | Alliance de la gauche démocratique (SLD) | Alliance progressiste des socialistes et démocrates (S&D) |
| Ryszard Czarnecki       |       | Droit et justice (PiS)                   | Conservateurs et réformistes européens (CRE)              |
| Jarosław Duda           |       | Plate-forme civique (PO)                 | Groupe du Parti populaire européen (PPE)                  |
| Anna Fotyga             |       | Droit et justice (PiS)                   | Conservateurs et réformistes européens (CRE)              |
| Tomasz Frankowski       |       | Plate-forme civique (PO)                 | Groupe du Parti populaire européen (PPE)                  |
| Andrzej Halicki         |       | Plate-forme civique (PO)                 | Groupe du Parti populaire européen (PPE)                  |
| Krzysztof Hetman        |       | Parti paysan polonais (PSL)              | Groupe du Parti populaire européen (PPE)                  |
| Danuta Hübner           |       | Plate-forme civique (PO)                 | Groupe du Parti populaire européen (PPE)                  |
| Patryk Jaki             |       | Pologne solidaire (SP)                   | Conservateurs et réformistes européens (CRE)              |
| Adam Jarubas            |       | Parti paysan polonais (PSL)              | Groupe du Parti populaire européen (PPE)                  |
| Krzysztof Jurgiel       |       | Droit et justice (PiS)                   | Conservateurs et réformistes européens (CRE)              |
| Jarosław Kalinowski     |       | Parti paysan polonais (PSL)              | Groupe du Parti populaire européen (PPE)                  |
| Karol Karski            |       | Droit et justice (PiS)                   | Conservateurs et réformistes européens (CRE)              |
| Beata Kempa             |       | Pologne solidaire (SP)                   | Conservateurs et réformistes européens (CRE)              |
| Izabela Kloc            |       | Droit et justice (PiS)                   | Conservateurs et réformistes européens (CRE)              |
| Łukasz Kohut            |       | Printemps (Wiosna)                       | Alliance progressiste des socialistes et démocrates (S&D) |
| Ewa Kopacz              |       | Plate-forme civique (PO)                 | Groupe du Parti populaire européen (PPE)                  |
| Joanna Kopcińska        |       | Droit et justice (PiS)                   | Conservateurs et réformistes européens (CRE)              |
| Zdzisław Krasnodębski   |       | Droit et justice (PiS)                   | Conservateurs et réformistes européens (CRE)              |
| Elżbieta Kruk           |       | Droit et justice (PiS)                   | Conservateurs et réformistes européens (CRE)              |
| Zbigniew Kuźmiuk        |       | Droit et justice (PiS)                   | Conservateurs et réformistes européens (CRE)              |
| Ryszard Legutko         |       | Droit et justice (PiS)                   | Conservateurs et réformistes européens (CRE)              |
| Janusz Lewandowski      |       | Plate-forme civique (PO)                 | Groupe du Parti populaire européen (PPE)                  |
| Bogusław Liberadzki     |       | Alliance de la gauche démocratique (SLD) | Alliance progressiste des socialistes et démocrates (S&D) |
| Elżbieta Łukacijewska   |       | Plate-forme civique (PO)                 | Groupe du Parti populaire européen (PPE)                  |
| Beata Mazurek           |       | Droit et justice (PiS)                   | Conservateurs et réformistes européens (CRE)              |
| Leszek Miller           |       | Alliance de la gauche démocratique (SLD) | Alliance progressiste des socialistes et démocrates (S&D) |
| Andżelika Możdżanowska  |       | Droit et justice (PiS)                   | Conservateurs et réformistes européens (CRE)              |
| Janina Ochojska         |       | Plate-forme civique (PO)                 | Groupe du Parti populaire européen (PPE)                  |
| Jan Olbrycht            |       | Plate-forme civique (PO)                 | Groupe du Parti populaire européen (PPE)                  |
| Tomasz Poręba           |       | Droit et justice (PiS)                   | Conservateurs et réformistes européens (CRE)              |
| Elżbieta Rafalska       |       | Droit et justice (PiS)                   | Conservateurs et réformistes européens (CRE)              |
| Bogdan Rzońca           |       | Droit et justice (PiS)                   | Conservateurs et réformistes européens (CRE)              |
| Jacek Saryusz-Wolski    |       | Droit et justice (PiS)                   | Conservateurs et réformistes européens (CRE)              |
| Radosław Sikorski       |       | Plate-forme civique (PO)                 | Groupe du Parti populaire européen (PPE)                  |
| Sylwia Spurek           |       | Printemps (Wiosna)                       | Alliance progressiste des socialistes et démocrates (S&D) |
| Beata Szydło            |       | Droit et justice (PiS)                   | Conservateurs et réformistes européens (CRE)              |
| Dominik Tarczyński      |       | Droit et justice (PiS)                   | Conservateurs et réformistes européens (CRE)              |
| Róża Thun               |       | Plate-forme civique (PO)                 | Groupe du Parti populaire européen (PPE)                  |
| Grzegorz Tobiszowski    |       | Droit et justice (PiS)                   | Conservateurs et réformistes européens (CRE)              |
| Witold Waszczykowski    |       | Droit et justice (PiS)                   | Conservateurs et réformistes européens (CRE)              |
| Jadwiga Wiśniewska      |       | Droit et justice (PiS)                   | Conservateurs et réformistes européens (CRE)              |
| Anna Zalewska           |       | Droit et justice (PiS)                   | Conservateurs et réformistes européens (CRE)              |
| Kosma Złotowski         |       | Droit et justice (PiS)                   | Conservateurs et réformistes européens (CRE)              |

## Entrants et sortants
| Entrant               | Parti                    | Groupe                                       | En remplacement de | Date             | Motif                                |
| --------------------- | ------------------------ | -------------------------------------------- | ------------------ | ---------------- | ------------------------------------ |
| Dominik Tarczyński    | Droit et justice (PiS)   | Conservateurs et réformistes européens (CRE) | Siège vacant       | 1er février 2020 | Redistribution des sièges du Brexit. |
| Witold Pahl           | Plate-forme civique (PO) | Groupe du Parti populaire européen (PPE)     | Bartosz Arłukowicz | 16 novembre 2023 | Élection à la Diète de Pologne       |
| Włodzimierz Karpiński | Plate-forme civique (PO) | Groupe du Parti populaire européen (PPE)     | Krzysztof Hetman   | 16 novembre 2023 | Élection à la Diète de Pologne       |
| Rafał Romanowski      | Droit et justice (PiS)   | Conservateurs et réformistes européens (CRE) | Zbigniew Kuźmiuk   | 29 novembre 2023 |                                      |

## Changement d'affiliation
| Membre | Parti  | Parti   | Groupe | Groupe  | Date |
| Membre | Ancien | Nouveau | Ancien | Nouveau | Date |
| ------ | ------ | ------- | ------ | ------- | ---- |